# Maximiliano Luayza
Maximiliano Daniel Luayza Koot (San Vicente Buenos Aires, Argentina, 15 de abril de 2002) es un futbolista argentino. Juega como mediocampista en Almagro de la Primera B Nacional Argentina.

## Trayectoria
Comenzó los primeros años de su carrera en el Deportivo San Vicente, antes de pasar a las filas de Lanús en 2008. En 2017, fichó por Defensa y Justicia, donde permaneció 3 años en sus divisiones inferiores, hasta que en 2020 fue promovido al primer equipo por el entrenador Hernán Crespo. Tras quedar inactivo en el banco de suplentes en la victoria por Copa Libertadores sobre Delfín Sporting Club y la derrota en la Copa de la Liga Profesional ante Central Córdoba (SdE), debutó profesionalmente en la última competición el 6 de diciembre de 2020 durante una derrota por 1-0 ante Independiente; tras sustituir en el descanso a Nicolás Leguizamón.
En julio de 2022, se anunció su fichaje por Trasandino de Los Andes de la Segunda División Chilena.

## Clubes
| Club               | País      | Año       |
| ------------------ | --------- | --------- |
| Defensa y Justicia | Argentina | 2020-2022 |
| Trasandino         | Chile     | 2022      |
| Guillermo Brown    | Argentina | 2023-2024 |
| Almagro            | Argentina | 2025-Act. |